# Coyul, Guerrero
Coyul är en ort i Mexiko.   Den ligger i kommunen San Luis Acatlán och delstaten Guerrero, i den sydöstra delen av landet, 280 km söder om huvudstaden Mexico City. Coyul ligger 958 meter över havet och antalet invånare är 209.
Terrängen runt Coyul är kuperad, och sluttar söderut. Runt Coyul är det ganska glesbefolkat, med 45 invånare per kvadratkilometer. Närmaste större samhälle är San Luis Acatlán, 19,8 km sydväst om Coyul. I omgivningarna runt Coyul växer huvudsakligen savannskog.